# 鹿沼今宮神社祭の屋台行事
鹿沼今宮神社祭の屋台行事（かぬまいまみやじんじゃさいのやたいぎょうじ）は、今宮神社の例大祭に行われる華麗な彫刻を施した囃子屋台が巡行する付け祭り行事である。例祭日は、毎年10月第二土・日曜日とされているが、近年は体育の日以前の土日曜日に行われている。通称「鹿沼秋まつり」と呼ばれ、その場合には、今宮神社の神事である例大祭部分と、２日目に行われる市民パレードや屋台揃い曳きなどの市民まつりまで含めた総称となる。

## 概要
栃木県鹿沼市の中心部に祀られる今宮神社は中心部34か町の氏神となっている。例大祭には34か町のうち屋台を持つ27か町から毎年20台ほどの屋台が参加する。祭り１日目は各町を出発した彫刻屋台が、列を連ねて今宮神社へと繰り込み、神前に囃子を奉納。神事を執り行ったのち、境内で屋台に提灯を灯し、ふたたび各町内へと繰り出し帰っていく。参加台数により変動はあるが、概ね繰り込みには４時間程、繰り出しには３時間程を要する。２日目には今宮神社の神輿が町内を巡る御巡幸と全町の屋台揃い曳きが執り行われる。

### 氏子組織
氏子町は上組、下組、田町下組、田町上組の4つの組に分けられ、輪番で祭りの当番組をつとめている。この当番組に属する町内は、組内から順にその年の祭り運営を取り仕切る当番町を出し、他の町内がそれを補佐する。都合34年に1度、当番町が回ってくることになる。なお4つの組にはそれぞれに固定した親町と呼ばれる町があり、各組内のまとめ役をつとめている。上組は久保町、下組は仲町、田町下組は中田町、田町上組は上田町である。  
- 上組（久保町・銀座２丁目・天神町・上材木町・戸張町・千手町・睦町・泉町・御成橋町・今宮町）
- 下組（仲町・麻苧町・石橋町・下材木町・寺町・蓬莱町・鳥居跡町・万町・三幸町）
- 田町下組（中田町・下田町１丁目・下田町２丁目・下横町・銀座１丁目・末広町・東末広町）
- 田町上組（上田町・文化橋町・朝日町・府中町・府所町・府所本町・上野町・貝島町）

### 祭りのしきたり
一例であるが、彫刻屋台が神社へ至るまでの道程には、他町内を通過する必要が生じる。屋台行列は上記の各組ごとに移動するため、親町を先頭とし、町境に差し掛かる際、庭先通行の挨拶を行い許可を得ることになっている。これは町内同士の対抗意識の一端と見ることができ、ほかに他町の会所前を通過する際には囃子を止めること、他町の屋台には手を触れないことなどがあり、遵守されない場合には喧嘩に発展することがある。祭り行事の執行を取り仕切るのはその年の当番町および当番組であるため、その仲裁により行事の円滑な進行は保たれるが、町内間の諍いについては、後日親町を仲立ちにして当該町同士の話し合いにより解決される。

## 文化財指定
「鹿沼今宮神社祭の屋台行事」は、風流の屋台行事のひとつの展開型を示しており、全国的な比較の観点からも貴重な行事であるとして、平成15年(2003年)2月20日に国の重要無形民俗文化財に指定された。それ以前は「今宮神社付け祭りおよび神輿巡幸習俗」の名称で栃木県指定無形民俗文化財であった。また、平成28年(2016）12月1日には、ユネスコの無形文化遺産に「山・鉾・屋台行事」33件のうちの1つとしても登録された。
なお、27台ある彫刻屋台の中には江戸時代に製作されたものが13台あり、この13台と当時の彫刻を付ける1台、合わせて14台が鹿沼市指定有形文化財(工芸品)に指定されている。
- 麻苧町屋台（白木彫刻白木造屋台）安政3年（1856）制作。昭和47年（1972年）2月29日 鹿沼市指定
- 上材木町屋台（彩色彫刻漆塗屋台）文化11年（1814）制作。和49年（1974年）3月29日 鹿沼市指定
- 久保町屋台（彩色彫刻漆塗屋台）文化10年（1813）制作。昭和54年（1979年）3月9日 鹿沼市指定
- 戸張町屋台（彩色彫刻漆塗屋台）文化11年（1814）制作。昭和56年（1981年）3月31日 鹿沼市指定
- 天神町屋台（白木彫刻白木造屋台）天保元年（1830）制作。昭和56年（1981年）10月1日 鹿沼市指定
- 仲町屋台（白木彫刻白木造屋台）天保7年（1830）制作。昭和57年（1082年）10月6日 鹿沼市指定
- 銀座２丁目屋台（白木彫刻白木造屋台）安政4年（1857）制作。昭和58年（1983年）3月31日 鹿沼市指定
- 銀座１丁目屋台（白木彫刻漆塗屋台）文化11年（1814）制作。昭和61年（1986年）9月13日 鹿沼市指定
- 下横町屋台（彩色彫刻漆塗屋台）文化年間（1804）制作。昭和61年（1986年）9月13日 鹿沼市指定
- 石橋町屋台（彩色彫刻漆塗屋台）文化9年（1812）制作。昭和61年（1986年）9月13日 鹿沼市指定
- 下材木町屋台（彩色彫刻漆塗屋台）天保3年（1832）制作。昭和61年（1986年）9月13日 鹿沼市指定
- 中田町屋台（白木彫刻白木造屋台）天保年間（1830）制作。昭和61年（1986年）9月13日 鹿沼市指定
- 下田町屋台（白木彫刻白木造屋台）文久 2年（1862）制作。和61年（1986年）9月13日 鹿沼市指定
- 上田町屋台（白木彫刻白木造屋台）昭和28年（1953）再建。平成2年（1990年）11月30日 鹿沼市指定

## 起源と変遷
戦国時代に鹿沼を支配した壬生氏の滅亡とともに、鹿沼城の鬼門の守りとして日光山から勧請された鹿沼今宮神社も荒廃した。慶長13年(1608年)3月、鹿沼宿の復興は今宮神社再建を契機として始まったとされ、この年は、日照りが続き、大旱魃となったので、氏子や近郷の人びとが今宮神社に集まり、雨乞いの祭りを三日三晩続けたところ、激しい雷雨がおこった。これより雨のあがった6月19日を宵祭り、翌20日を例祭とすることになったのが起源と伝える。屋台は当初、氏神へ踊りなどを奉納するための移動式舞台だったが、寛政の頃、付け祭りが盛んになるにつれ、囃子方も屋台の中に乗ったため、屋台をつくり替えたり、新屋台をつくる地域も出始め、それまでの踊り屋台としての機能は引き継がれたものの、芸場が狭くなり、別に「踊り台」を屋台の前に設置し、踊りや狂言を演じるようになった。同時に屋台は黒漆塗や彩色され、現屋台の祖形になったと伝えられている。一方、太平の世を謳歌した文化から文政期を過ぎて、江戸幕府の改革(天保の改革)により、祭礼を質素にし、在郷芝居が禁止されることになると人々は屋台を白木の彫刻で飾り、神社にはお囃子を奉納する形へと変化し、現在に受け継がれている。

## 祭りのながれ

鹿沼今宮神社祭の屋台行事２

7月20日
縁故祭（かつての祭礼日旧暦6月10日にちなむ）・・・今宮神社で神事。のち当番町の引継式、上殿太々神楽の奉納が行われる。
7月下旬
当番町が引き受けのあいさつ回りをする（当番町の仕事始め）
8月下旬ころ
各町から囃子方へ参加依頼をする。
9月上旬の佳日
ぶっつけ（仮屋台奉納）奉告祭…ひと月前に本祭に参加する町内が仮屋台を神社に繰り込み、参加の意思表示と繰り込み順の発表を行う。
10月祭り前日（金曜日）
各町は会所づくり、しめ縄飾り、屋台の組み立て等を行う。
祭り初日（土曜日）
早朝、各町から、今宮神社へ朝参りを行う。
手水・修祓の後、拝殿において例祭典を行う。
各町から屋台が今宮神社に向けて出発、神社参道に整列する。
午後、神社へ屋台の繰込みを開始する。
全屋台繰込み終了後、拝殿にて奉告祭を行う。
夕刻、屋台提灯の灯入れ
当番町屋台を繰り出した後、手打式を行う。
二番町から順に全屋台を繰り出す。
町内への帰路、各組・各町の申し合わせにより「ぶっつけ（囃子競演）」を行う。
祭り二日目（日曜日）
神輿への遷霊、御巡幸の開始
午後、市街地中央で屋台揃い曳き
今宮神社神楽殿にて、上殿太々神楽の奉納
各組・各町の申し合わせによる「ぶっつけ（囃子競演）」
- 市民パレード
- 屋台揃い曳き出発式
- 奈佐原文楽座公演　など

祭り終了後（月曜日）
各町では屋台の収納と会所などの片付け

### 屋台繰り込みの順番
祭に参加する氏子町のうち、その年の当番町を一番として順に番号をふっていくが、縁起をかついで四と九の番号を避けている。9月上旬の仮屋台奉納(ぶっつけ)の際、今宮神社拝殿で宮司から各町に番号札が手渡され、例祭の繰り込み順が正式に決定される。なお各町に渡された番号札は各町屋台の前柱に固定され、祭礼が終わると神社に戻される。

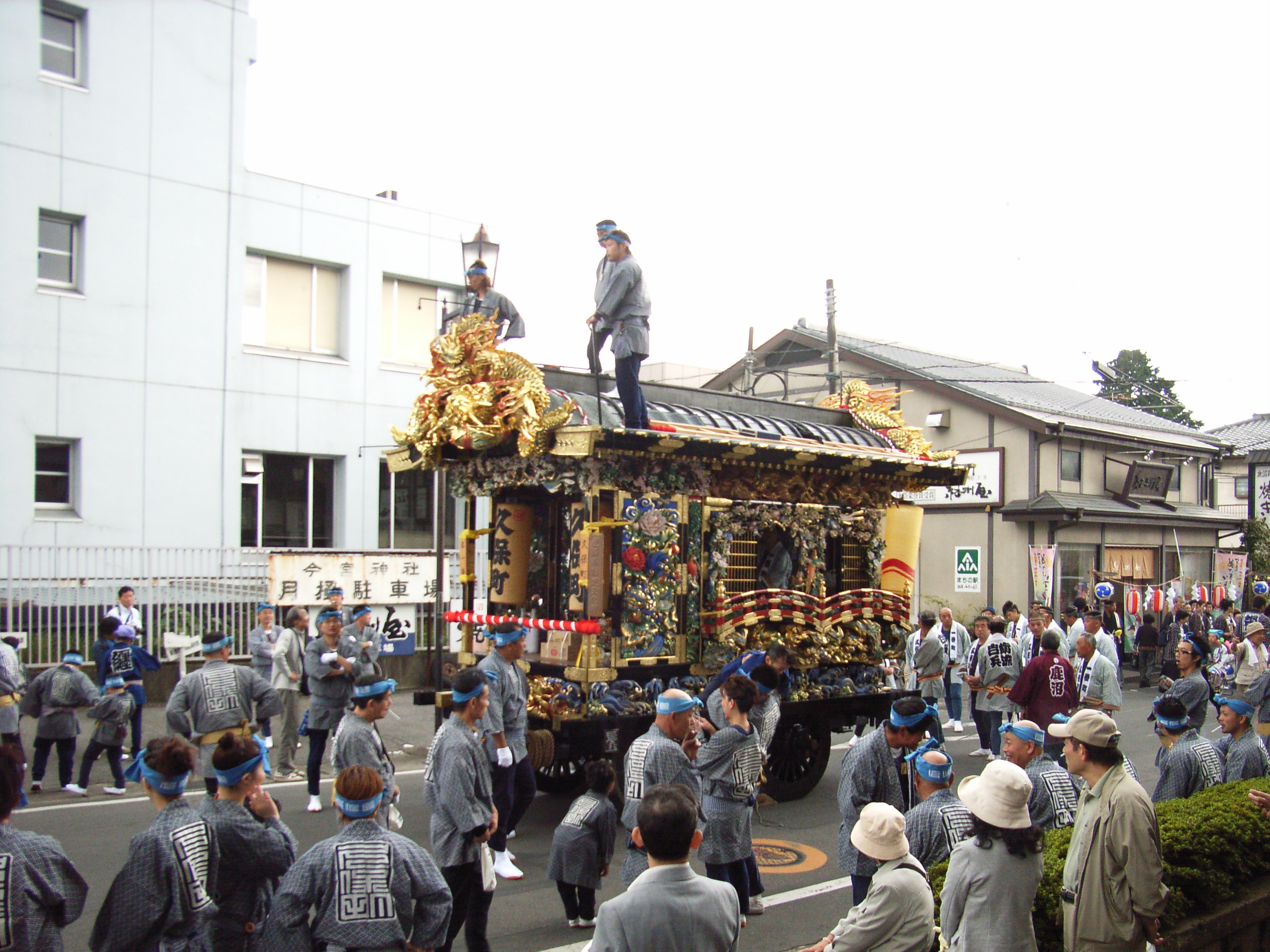
鹿沼今宮神社祭の屋台行事

## 彫刻屋台
今宮神社祭礼に曳き出される氏子町の屋台は27台ある。これらは江戸の屋台の系統を引く「踊り屋台」から発展したもので、元来芝居や踊りのための移動舞台だったものが、囃子方が中に乗って演奏するものへ変化している。いわゆる鹿沼型の屋台の最大の特徴は、日光山社寺の豪華な彫刻の影響からか、全面が豪壮な彫刻によって飾られている点である。この地域は、日光例幣使街道と日光西街道の宿場町であったことから、日光山の彫刻師が冬、仕事が無く下山した際や、日光の帰り道に宿場や村の依頼により造ったものという伝承があり、現存する屋台の一部には、日光五重塔彫物方棟梁後藤正秀や磯辺儀左衛門、磯辺儀兵衛、石塚直吉、神山政五郎、後藤音吉などの彫師の銘が残されている。また屋台は一時に製作完成させたものではなく、町内の住民による各戸割（分限割）で費用を集め、資金の整いに応じて彫刻等を追加するなど、その製作期間が長期に亘り、代々受け継がれる町内の財産とも言えるものである。

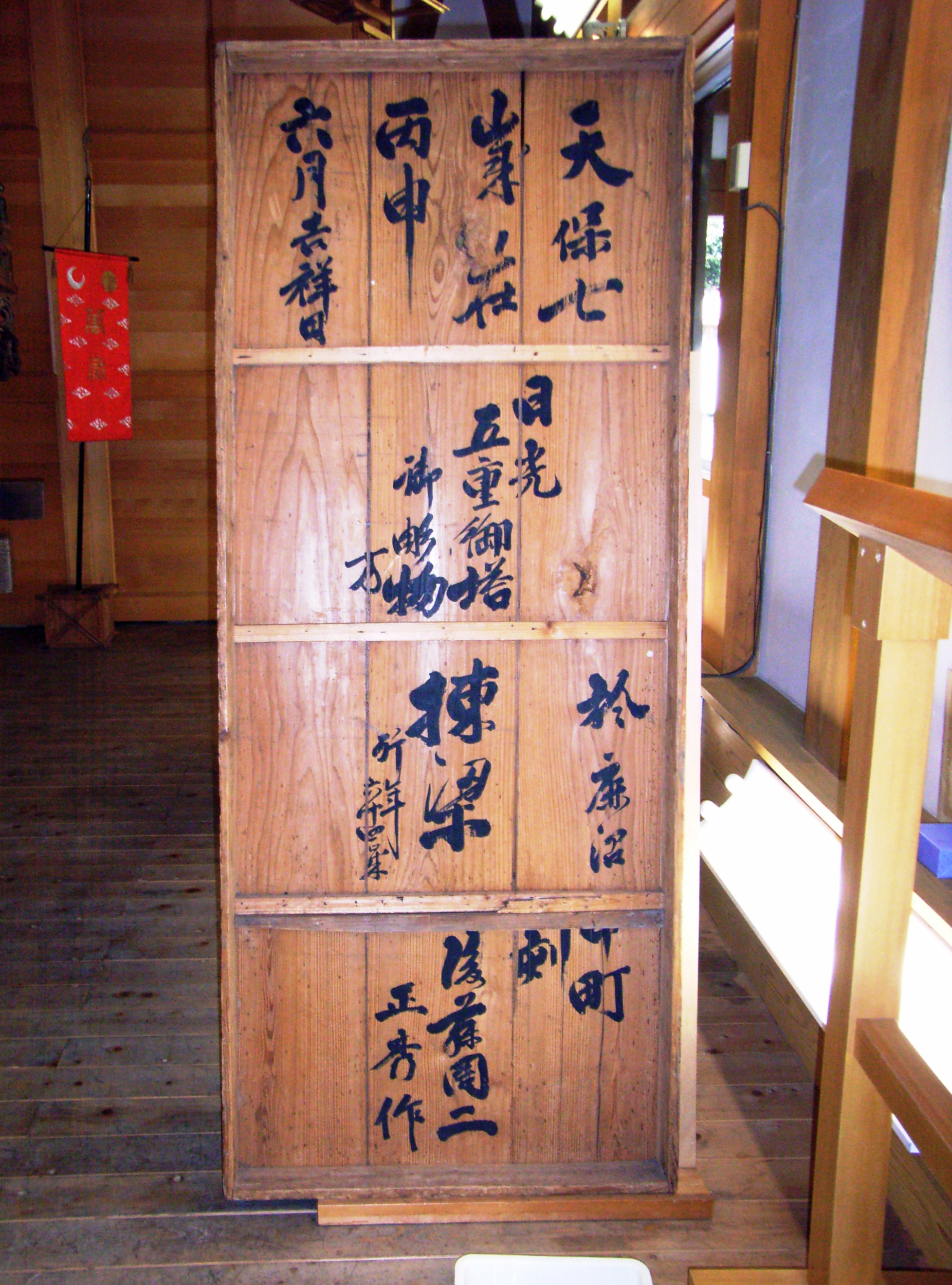
仲町屋台彫刻箱書

以前各町の屋台は、祭礼の度に組立、解体を行なっていたが、近年は組立てたまま収納可能な収蔵庫が建設され大幅な負担軽減が図られた。反面組立解体技術の喪失や屋台保存環境の変化も危惧されている。

### 鹿沼型屋台の特徴
- 唐破風の屋根に箱棟を載せた単層館型で、四輪を内車式に付けたものである[3]。
- 周囲に彫り物が嵌め込まれ、骨組み部分には筋交い等を有しない。
- 前部の芸場と後部の内室の二室で構成し、芸場側面には両面彫りの脇障子を入れる。囃子方の乗る内室には、側面に障子を入れ、高欄を側面から後ろにかけて回している。
- 標準的な大きさは巾10尺(≒3m)・奥行き12尺(≒3.6m)・高さ12尺(≒3.6m)とされる。

### 彫刻屋台の種類
現在みられる彫刻屋台は、漆塗や彩色の有無によって、概ね下記の3種類に大別される。 華美の禁止令と、演芸の背景としての屋台でなくなったことから彩色彫刻漆塗屋台が幕末以降、白木彫刻白木造屋台へと変化していったとされている。このことは、彩色屋台の多くに脇障子を外側に開き、芸場の前柱2本を取り外せる機構を残したものが多く、白木屋台には彫刻自体の重量も手伝って、当初からその機構を有していないものが多い点からも推測できる。
- 彩色彫刻漆塗屋台（車体は黒漆塗、錺金具付きで、彩色された彫刻を付けた屋台）
- 白木彫刻漆塗屋台（車体は黒漆塗、錺金具付きで、白木のままの彫刻を付けた屋台）
- 白木彫刻白木造屋台（車体も彫刻も白木で造られた屋台）

## その他

### 祭囃子
鹿沼の祭囃子は、江戸囃子および葛西囃子の流れをくみ、篠笛1人、摺鉦1人、締太鼓2人、長胴太鼓1人の5人で構成され、屋台後部の内室に乗って演奏する。祭りの中でも、複数の屋台がお囃子を競い合う「ぶっつけ」は、祭りの見どころの一つである。囃子方には小松流や平戸流などの流派があり、屋台囃子では「江戸ばか、昇殿、神田丸、鎌倉、四丁目(師調目・七丁目)」の五段囃子を演奏する。また各町内の屋台に乗り込む囃子方は、伝統的に各氏子町から依頼された旧鹿沼町周辺地域在の囃子連が担うことになっている。

### 手古舞
手古舞は、鉄棒ひきのほかに先頭の拍子木が加わり、屋台を先導する。昔は男装した芸妓などが鉄棒ひきに扮していたが、現在は町内から選ばれた男女がその役を担い、伊勢袴、手甲、脚絆、足袋、草鞋を着け、花笠を背にした伝統の姿を守っている。

### ぶっつけ
「ぶっつけ」には二つの意味があるとされる。ひとつは、交差点などで２台以上の彫刻屋台が向かい合って行うお囃子の演奏を指す。お囃子を激しく演奏し合い、調子を狂わせず演奏することを競うもので、このとき周囲では提灯や歓声などで囃し立てる。事前に連絡をとり、申し合わせの上行われるが、お祭りの最高の見どころである。もうひとつは、9月上旬に行われる仮屋台の奉納行事を指す。各町がリヤカーなどを利用して作った仮屋台で神社に繰り込み、例祭に屋台を出す意思を表す。このとき、太鼓を打ち鳴らして仮屋台で社殿に繰り込んだことの「太鼓打ち付け」からできた言葉だといわれている。

### 仮屋台
本祭ひと月前に行う仮屋台奉納行事にて使用される。既存のリヤカーに酒樽および太鼓を載せ、屋根をかけ、前方に青竹を突き出し提灯を下げる。本祭と同様に各町内から出発して神社に繰り込み、繰り出しを行う。この日神社から屋台繰り込み順を示す示す番号札を拝領し、本祭時に屋台前柱に取り付ける。

### テコ回し
下田町屋台は、江戸時代からの運行技術を受け継ぎ、キリン（ジャッキ）ではなく、ウシ（木製の屋台回転台）・ウマ（木製のテコ台）と角材を用いて、方向転換を行っている。これは「テコ回し」と呼ばれ、祭りの見どころの一つとなっている。

### 御巡幸
祭礼の二日目。今宮神社の神輿が、当番組の各町会所を回り、祝詞奏上する。巡幸の列は、当番町の祭典委員長を先頭に、榊、猿田彦、斎鉾、獅子頭、神輿、宮司、各町氏子総代などが続き、全長約200mにもなる。かつては氏子全町を回っていたが、現在は当番組以外の組へは自動車で回る略式の御巡拝を行っている。

御巡幸

## 彫刻屋台展示施設

### 屋台のまち中央公園
- 展示屋台：銀座１丁目屋台、銀座２丁目屋台、久保町屋台
- 所在地：鹿沼市銀座一丁目1870-1
- TEL：0289-60-6070
- 入館料：一般200円、高校生・大学生150円、小・中学生100円

屋台のまち中央公園

- 開館時間：9:00から17:00まで
- 休館日：月曜、祝翌日、年末年始屋台のまち中央公園

### 木のふるさと伝統工芸館
- 展示屋台：石橋町屋台
- 所在地：鹿沼市麻苧町1556-1
- TEL：0289-64-6131
- 入館無料
- 開館時間：9:00から17:00まで
- 休館日：火曜、祝翌日、年末年始

### 仲町屋台公園 屋台展示収蔵庫
- 展示屋台：仲町屋台
- 所在地：鹿沼市仲町1610-1
- 入館無料
- 開館時間：9:00から17:00まで
- 休館日：火曜、祝翌日、年末年始

### 文化活動交流館 郷土資料展示室
- 展示屋台：毎年２台を入替展示
- 鹿沼市睦町1956-2
- TEL：0289-60-7890
- 入館無料
- 開館時間：9:00～17:00
- 休館日：月曜、祝翌日、年末年始

## 継承事業

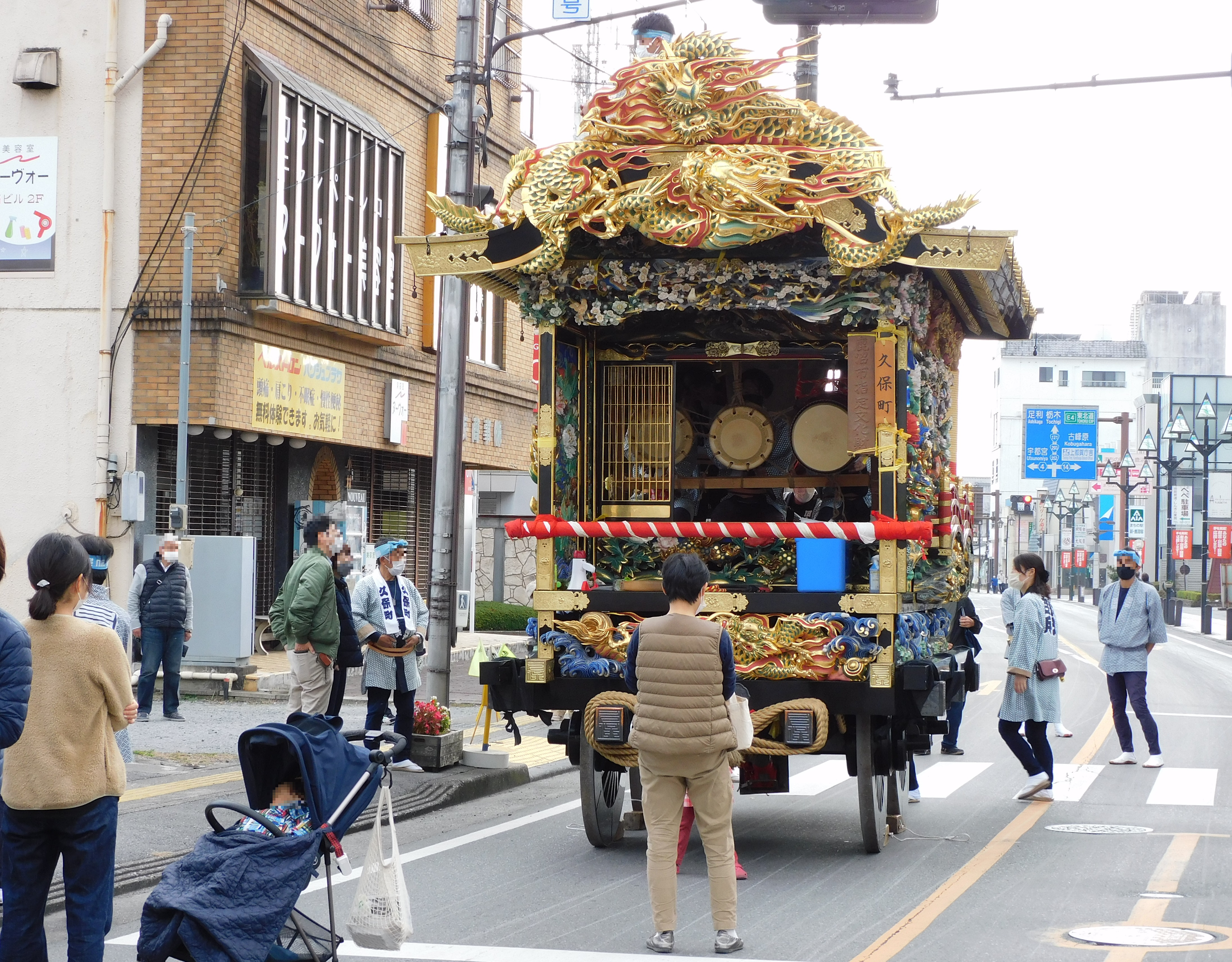
継承事業（久保町）

鹿沼秋まつりは、2019年に台風19号、2020年と2021年にコロナウイルス感染症の流行の影響で3年連続で中止となった。そのため、「彫刻屋台の運行技術等を継承する」という名目で、2021年11月20日に「鹿沼秋まつり継承事業」として、無観客の代替行事が開かれた。継承事業の参加者は事前に抗原検査を受けて臨み、密を避けるため、神社への繰り込みはせず、ぶっつけは時間を短縮するなどの感染対策を採って実施した。

### 参加町内
- 田町上組：上野町（当番町）、上田町、文化橋町、朝日町、府中町、府所町、府所本町
- 上組：久保町
- 下組：寺町、蓬莱町